# Lac Lovering

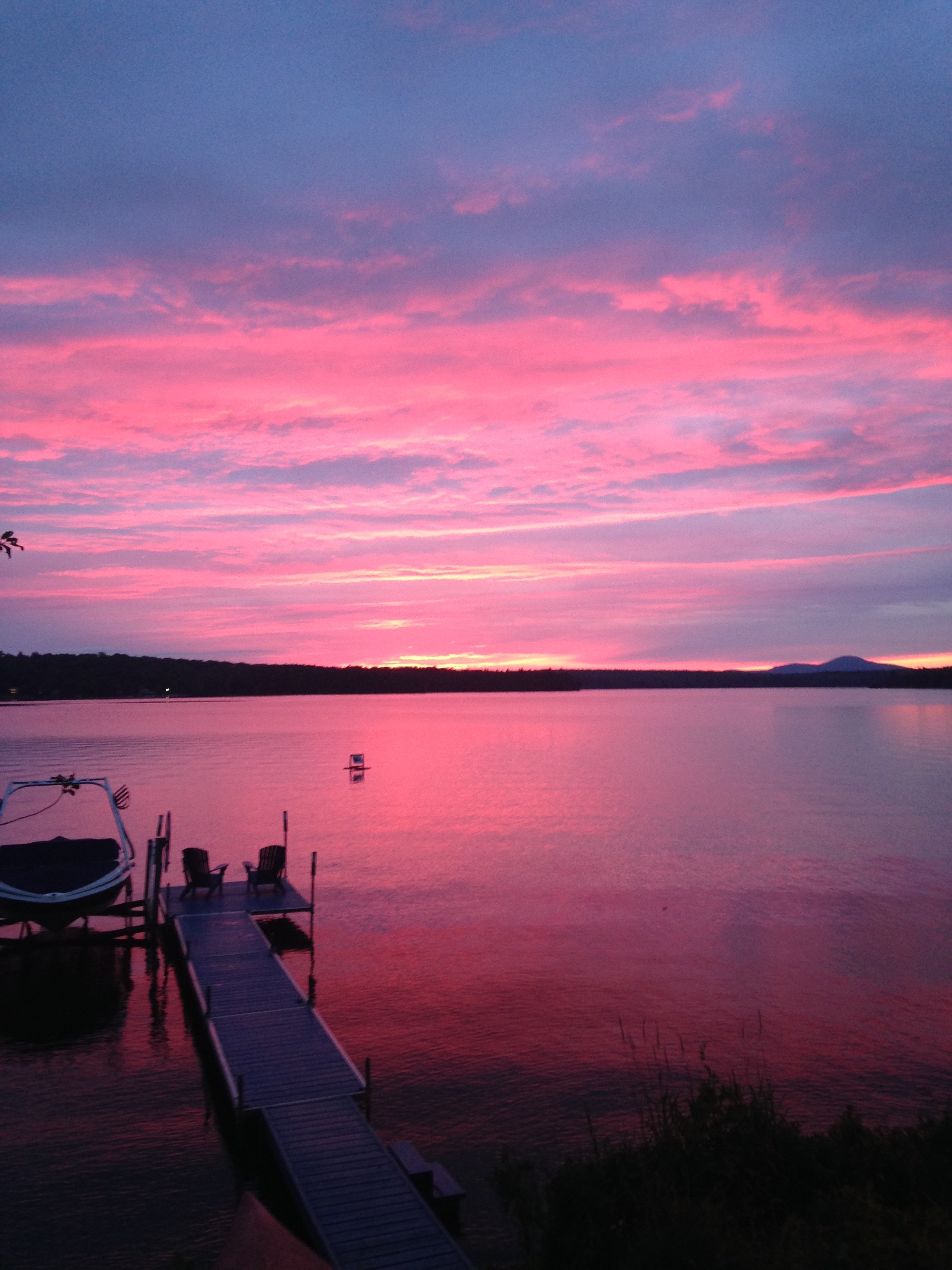
Coucher de soleil au lac Lovering.

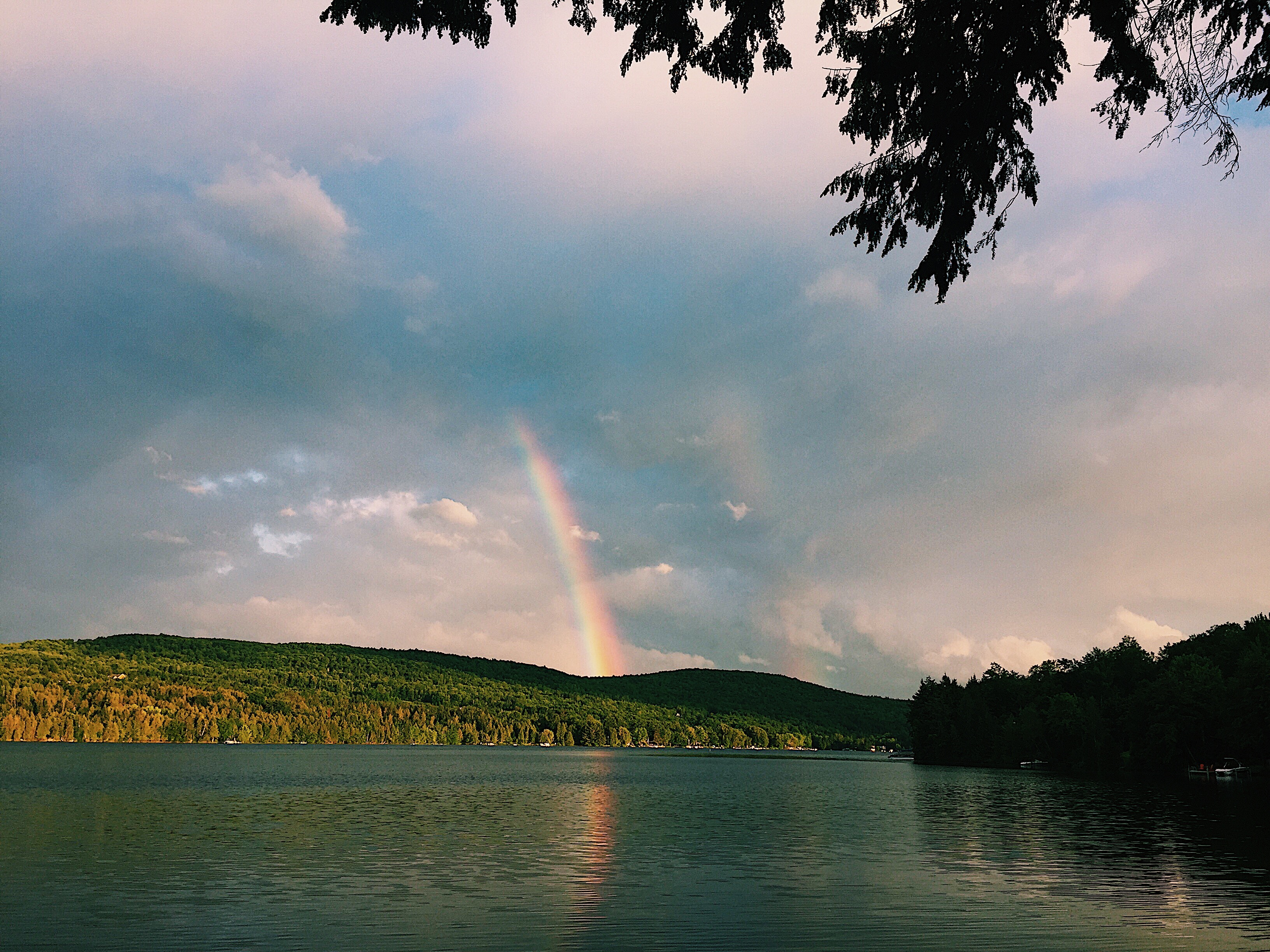
Les paysages du lac Lovering en été.

Le lac Lovering, dit aussi Crystal, est situé à proximité du lac Memphrémagog, au sud de la ville de Magog en Estrie, au Québec.

## Caractéristiques
Le lac Lovering est un petit lac large de 0.75 km, long de 6 km et une superficie de 4.6 km², à 243 m d'altitude.

## Environnement
Le lac Lovering offre un milieu de vie et un environnement magnifiques. Sa situation à l'écart  des grands axes routiers apporte une quiétude incomparable. De manière générale, on y remarque une abondante biodiversité faunique et floristique. La qualité de l'eau est très bonne, en particulier pour la baignade et la pêche.

## Société de conservation du lac Lovering
La Société de conservation du lac Lovering  a été créée en 1970 par des propriétaires ayant à cœur la santé du lac afin de continuer à profiter du plan d'eau et de pouvoir y réaliser des activités récréatives pour les années à venir. Depuis plus de 40 ans, en collaboration avec la MRC Memphrémagog, la SCLL fait un suivi de la qualité du lac et de ses tributaires.
Plus récemment, la SCLL a été l'instigatrice d'un projet pour installer des toiles de jutes sur la plante inoffensive mais envahissante qu'est le myriophylle à épi et ainsi mieux en contrôler la propagation.
le 7 juin 2024, une nouvelle réglementation pour le lac lovering , disant qu’on ne peuvent entretenir de quelconque manière la végétation à moins de 10 mètres du cours d’eau.